# François de Casembroot
Jhr. François (Frans) de Casembroot (Luik, 26 juli 1817 – Den Haag, 14 april 1895) was een Nederlands viceadmiraal, onder meer officier in de Militaire Willems-Orde.

## Loopbaan
De Casembroot werd op 16 november 1832 benoemd tot adelborst aan het Koninklijk Instituut voor de Marine te Medemblik, dat hij op 1 november 1836 verliet als adelborst eerste klasse. In 1837 werd hij geplaatst op Zr. Ms. korvet Triton en vertrok spoedig daarop naar Indië, waar hij op 25 mei 1840 de expeditie tegen de Atjehnezen op Barus nabij Sinkel bijwoonde. Omdat de Atjehnezen een benting hadden opgericht en bewapend waren met zwaar geschut werd De Casembroot die dag naar de wal gezonden om, onder het vuur van de vijand en door de zware branding heen, een 12 ponds-kanon en een 24 ponds houwitser tegenover de benting op een door de Nederlandse troepen opgerichte borstwering te plaatsen. Het vuur van die kanonnen bracht die van de benting tot zwijgen, waarna die werd bestormd en ingenomen. Aan die bestorming nam De Casembroot deel en werd daarbij door een rentjong aan zijn voet gewond. Op 5 september 1841 werd hij daarvoor bij dagorder eervol vermeld. In 1845 trachtte hij zich met de cultures in Oost-Indië bekend te maken en vroeg daarvoor verlof aan. Zowel in Oost-Indië als in West-Indië verrichtte hij achtereenvolgens verschillende diensten, deed zijn examens voor Luitenant-ter-zee tweede en eerste klasse en werd tot die rangen bevorderd. In 1849 werd hij ter keuring van het geschut naar Luik afgevaardigd en in 1850 werd hij tot adjudant van de Minister van Marine gekozen. Het jaar daarop werd hij benoemd tot ordonnans-officier bij koning Willem III en maakte in die hoedanigheid verschillende reizen met de koning; hij werd in 1853 benoemd tot adjudant van de Koning.

### Strijd in de Straat van Shimonoseki

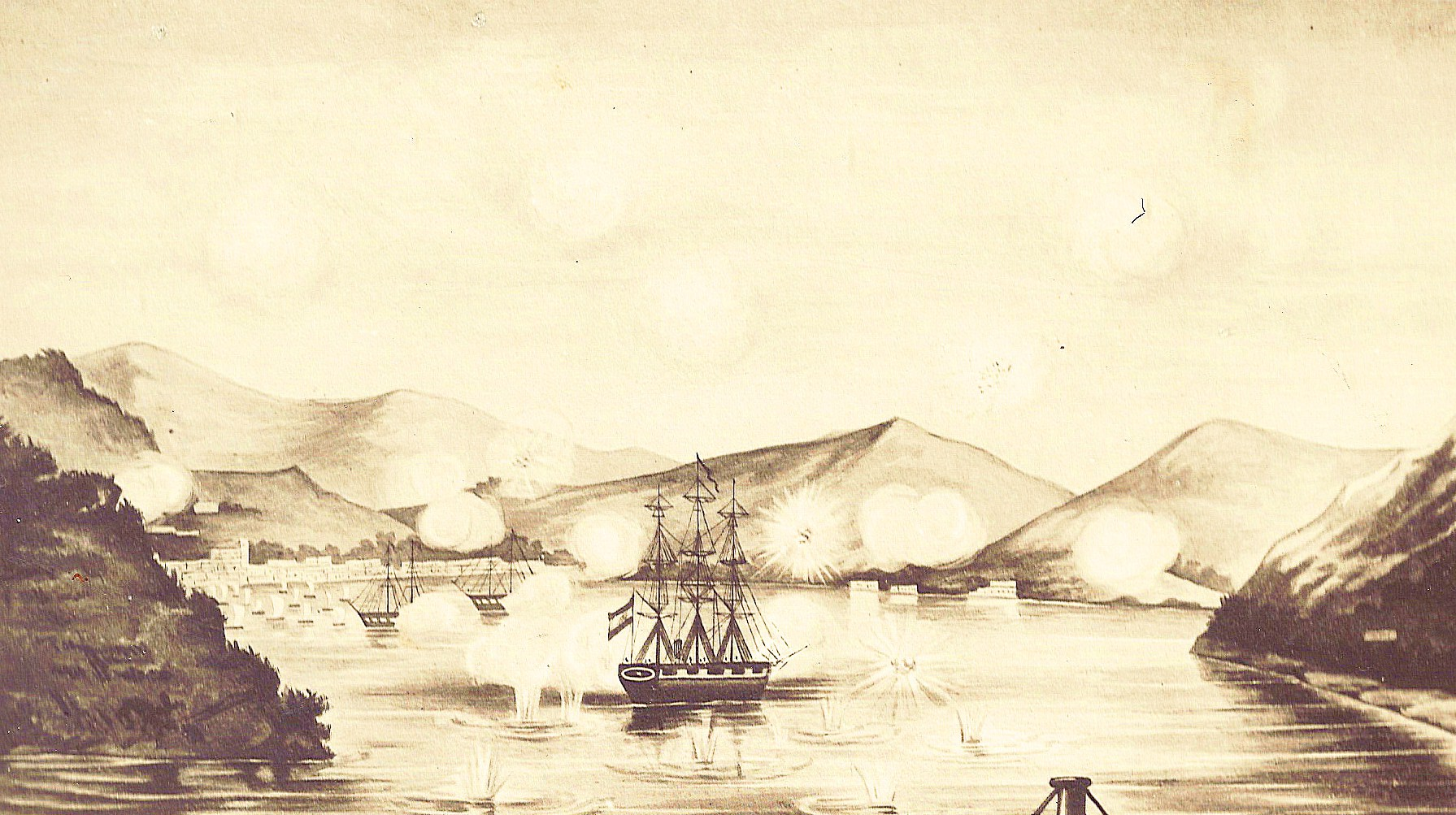
De Medusa in de Straat van Shimonoseki

In 1858 nam De Casembroot als commandant van Zr. Ms. stoomschip Vesuvius met die bodem deel aan het oefeningseskader onder schout-bij-nacht 't Hooft; hij werd in februari 1860 tot kapitein-luitenant ter zee bevorderd en kreeg op 1 mei 1862 het bevel opgedragen over Zr. Ms. korvet Medusa, bestemd voor Oost-Indië, terwijl hij als adjudant bleef gehandhaafd. Hij kwam eind november 1862 in Oost-Indië aan en spoedig daarop werd de  Medusa naar Japan gezonden, waar zij in maart 1863 aankwam en daar verder in station bleef tot oktober 1864. Japan, dat eeuwenlang tot 1859 voor vreemdelingen gesloten was gebleven, behalve voor de Nederlanders, was door de veranderende toestanden zeer in beroering, ten gevolge waarvan de Medusa bij haar tweede doortocht door de Straat van Shimonoseki op 11 juli 1863 door de schepen en batterijen van de vorst van Nagato beschoten werd. De Casembroot deed dapper terugvuren en had de voldoening, ondanks dat er een sterke stroming tegen was en het schip onder stoom slechts weinig vaart liep, zijn tocht te volbrengen en hoewel met verlies van enige manschappen, doden en gewonden en het schip zwaar gehavend, op zijn plaats van bestemming te Yokohama aan te komen.

### Ooggetuigenverslag van Shimonoseki
Ooggetuige matroos Gerrit Weijdekamp vermeldde hierover: Alles was schijnbaar kalm en we zaten doodleuk in de kuil een potje eten naar binnen te spelen, toen plotseling een verschrikkelijke slag door het scheepsruim dreunde. Ik liet van schrik mijn soepketel vallen. Sakkerloot, wat zag het er in een oogwenk om mij heen uit! Op de grond en over de tafel lagen een paar kameraden als dood. Het bloed liep zo maar over de vloer. Maar we herstelden ons spoedig en waren in minder dan geen tijd op het dek en bij de stukken. Duidelijk zag ik door de kruitdamp heen, hoe ze onze verweerde vlag inhaalden en een nieuwe hesen. Later vernam ik, dat de commandant had geloofd aan een misverstand van de kant van de Japanners. Zij zouden onze vlag niet hebben herkend. De kerels bleven intussen doorvuren, liefst uit een stuk of zes batterijen aan de wal en van twee oorlogsschepen vóór ons. Die laatste gaven we al gauw zo van Jetje, dat er geen stuk meer heel aan was en toen commandeerde de kolonel (De Casembroot): voorwaarts om te enteren! Helaas, het water werd onverwachts zo ondiep, dat we haast aan de grond waren geraakt. Een ogenblik verdachten we de Japanse loods, die we aan boord hadden, maar dat was ten onrechte. Hetzelfde kereltje bracht ons later heel netjes de straat uit. We stoomden dus achterwaarts en kregen nu de volle laag van de batterijen. Stukken van de verschansing en van het takelwerk vlogen als veertjes door de lucht. Een Javaans matroosje kreeg een grote spaander dwars door zijn gezicht, net in het kakement. Wat gilde de arme kerel het uit!
Hoe wij weer uit die hel geraakten, is mij nog altijd een raadsel; temeer, omdat er onverhoeds nog werd geschreeuwd: brand in het ruim! Onze officieren bleven echter doodbedaard, alsof de gehele rommel hun niets kon schelen. De brand werd geblust en tegelijkertijd werd er flink geschoten op de batterijen, die wij voorbij moesten. Dat passeren ging ontzettend langzaam in zijn werk, omdat we maar een paar pond stoom op hadden. Daarbij was de stroom zó sterk, dat we haast meer achter– dan vooruit kwamen. Het duurde zeker langer dan een uur vóórdat we dat lelijke straatje achter de rug hadden. Toen konden we ons overtuigen dat de Medusa door 27 kogels geraakt was, en dat wij ook verliezen hadden te betreuren. Vier van onze kameraden gingen in hun hangmatten overboord. Ja, ja, die Japanners hadden haar op de tanden. Ze bleven nog schieten, toen hun schepen reeds begonnen te zinken en als we soms een batterij op het strand kapot hadden geschoten, dan duurde het niet lang of ze begonnen weer van voren af aan te vuren. Onze kolonel was heel tevreden. Hij was altijd even goed voor ons en we zouden zeker met hem de lucht in zijn gegaan, als de omstandigheden het nodig hadden gemaakt. Misschien zie ik hem boven terug.

### Overige perikelen in Japan
Een officieel verslag van die ontmoeting verscheen in de Nederlandse Staatscourant van 26 september 1863 door de consul-generaal van Nederland in Japan, D. de Graeff van Zuid Polsbroek te wiens behoeve die reis was ondernomen bij zijn overvaart van Nagasaki naar Yokohama. De Casembroot werd voor zijn daarbij gehouden gedrag bij Koninklijk Besluit van 29 september 1863 nummer 81 benoemd tot ridder in de Militaire Willems-Orde. Hij woonde in Japan nog een veelbewogen tijd bij, terwijl het station werd versterkt door de drie Nederlandse oorlogsschepen Metalen Kruis, Djambi en Amsterdam, die met de Medusa samen een divisie vormden onder kapitein-ter-zee de Man en gezamenlijk met de Engelse, Franse en Amerikaanse oorlogsschepen in Yokohama aanwezig, op 5, 6 en 7 september 1864 de doortocht door de Straat van Shimonoseki forceerden. De Casembroot had aan boord van de Medusa daaraan een werkzaam en eervol aandeel en werd bij Koninklijk Besluit van 20 december 1864 nummer 107 bevorderd tot ridder in de derde klasse der Militaire Willems-Orde. Na terugkeer in Oost-Indië werd De Medusa wegens ouderdom voor de dienst afgekeurd en in Soerabaja gesloopt.

## Politieke loopbaan

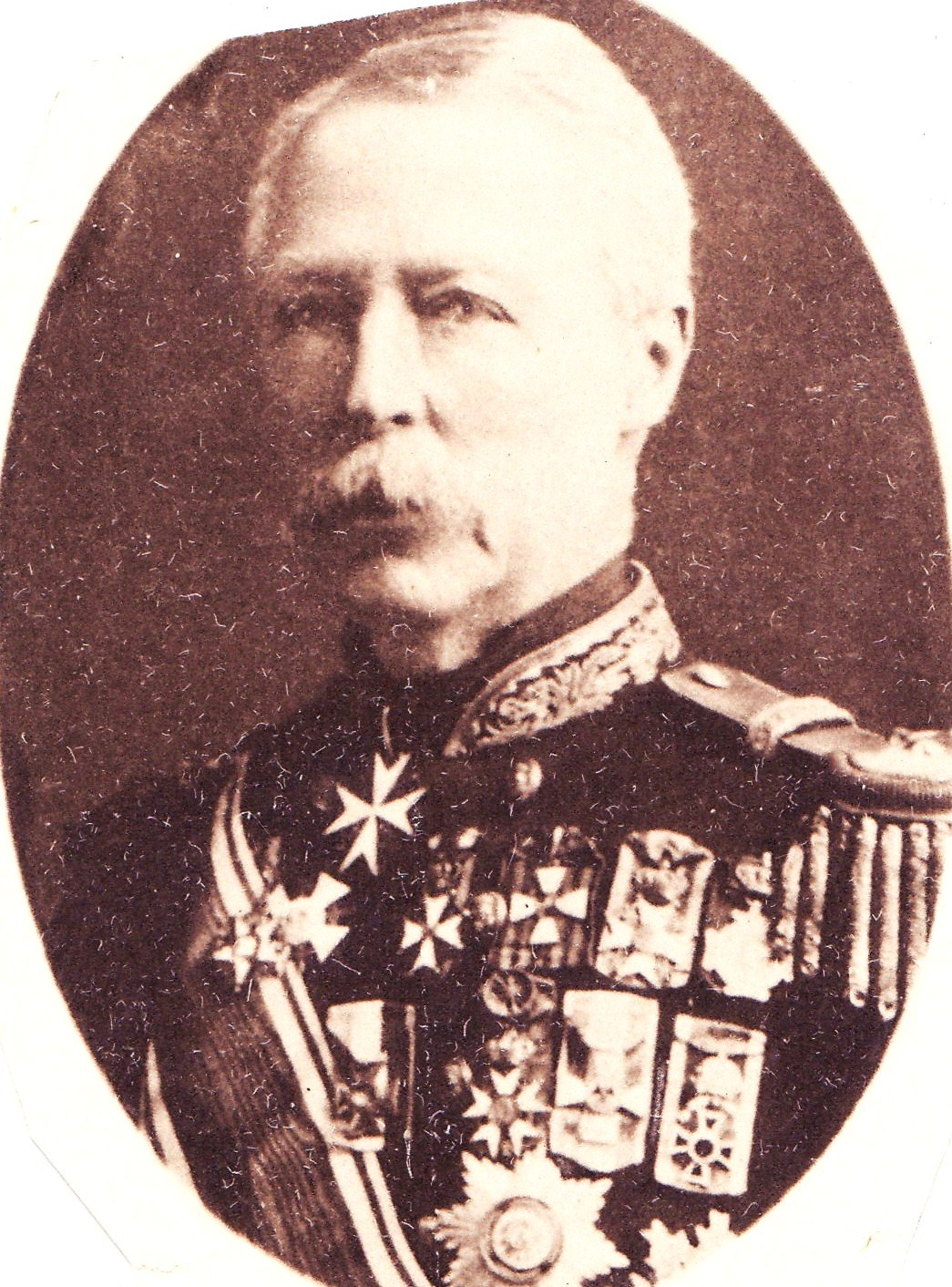
Viceadmiraal de Casembroot met zijn onderscheidingen in de Britse Hofstijl.

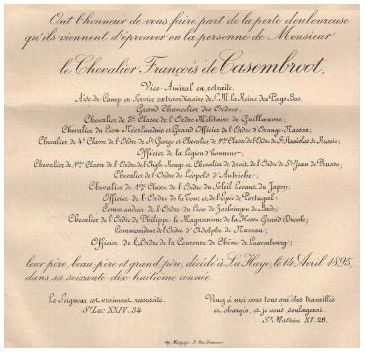
Rouwkaart uit 1895

De Casembroot keerde naar Holland terug. Zijn verblijf in Japan beschreef hij in een werkje De Medusa in de wateren van Japan in 1863 en 1864 (1865), waarvan een tweede druk in hetzelfde jaar verscheen. Nadat hij in 1865 tijdelijk het bevel had gevoerd over Zr Ms. SS. Cycloop ter overbrenging van de Koningin naar Engeland, werd hij in 1866 gekozen tot lid der Tweede Kamer der Staten-Generaal voor Den Haag en nam zitting bij de conservatieve partij, welke plaats hij bekleedde tot het einde der zitting van 1871, toen hij niet herkozen werd. Gedurende deze periode stond hij steeds op de bres voor Nederland, om diens eer, ook in den vreemde, hoog te houden en te wijzen op de plichten die op Nederland als koloniale mogendheid rustten. Tegen de geest, bij sommigen heersend, wij kunnen ons toch niet verdedigen, protesteerde hij met al zijn macht. Ook bevorderde hij door zijn woord de materiële belangen van de zeevarenden, bij wie hij in hoog aanzien stond.
Hij bepleitte verder onder meer dat Nederland zich in het Verre Oosten, met name in Japan en China, door diplomaten moest doen vertegenwoordigen, terwijl daar steeds oorlogsschepen aanwezig dienden te zijn om de Nederlandse vlag daar te vertonen. Op zijn herhaald aandringen werd de heer de Graeff, consul-generaal in Japan, die Nederland bij de opening van Japan voor vreemdelingen grote diensten bewezen had, benoemd tot minister-resident en diens traktement meer in overeenstemming gebracht met zijn verplichte uitgaven. Nadat De Casembroot in 1868 bevorderd was tot kapitein-ter-zee werd hij in 1872 op zijn verzoek op pensioen gesteld en werd hem daarbij de titulaire rang van schout-bij-nacht verleend, die hij in 1879 verwisselde voor die van viceadmiraal. In 1873, bij het uitbreken van de oorlog tegen Atjeh, bood hij zich aan om weer actief op te treden bij de expeditie tegen dat rijk maar hij werd bedankt voor dit aanbod. In 1875 werd De Casembroot weer als lid van de Tweede Kamer gekozen voor Delft en nam daar weer een aandeel in de discussies. Bij de verkiezingen in 1883 stelde hij zich niet meer beschikbaar. In 1891 werd hij benoemd tot adjudant in buitengewone dienst van de Koningin en werden hem in die functie verschillende zendingen naar buitenlandse hoven opgedragen, terwijl hij bij het bezoek van de Keizer van Duitsland aan Nederland, aan die vorst werd toegevoegd. Hij werd in 1894 benoemd tot Kanselier der Nederlandse Orden, welke betrekking hij tot zijn dood vervulde.Op 14 april 1895 kwam hij na een korte ziekte te overlijden en werd op 20 april daarop volgend met plechtige eenvoud op het kerkhof Oud Eik en Duinen begraven. Bij zijn begrafenis was onder meer aanwezig een deputatie van de Vereniging Moed. Beleid en Trouw: de generaals Van der Heijden, Verspyck, Romswinckel, Van Braam Houckgeest, Rahusen en majoor De Wijs.

## Loopbaan en decoraties
De Casembroot was ordonnans officier van Koning Willem III van 1851-1852, adjudant in gewone dienst van de Koning van 1853-1864, adjudant in buitengewone dienst van de Koning van 1865-1890, adjudant in buitengewone dienst van wijlen Z.K.H. Willem III in 1890, adjudant in buitengewone dienst van Koningin Wilhelmina van 1891-1895 en Kanselier der Nederlandse Orden van 1894-1895. De Casembroot werd in 1840 luitenant ter zee 2de klasse, in 1852 luitenant ter zee 1ste klasse, in 1860 kapitein luitenant ter zee, in 1868 kapitein ter zee, in 1872 schout-bij-nacht en ging toen uit dienst; hij werd in 1879 benoemd tot viceadmiraal titulair.
Hij was Officier in de orde van de Militaire Willems-orde, Commandeur in de Orde van de Nederlandse Leeuw, Grootofficier in de Orde van Oranje Nassau, had de kroon voor eervolle vermelding, Onderscheidingsteken voor Langdurige Dienst als officier met het cijfer XXXV, was Commandeur in de Orde van de Eikenkroon van Luxemburg, Officier in het Legioen van Eer van Frankrijk, Ridder in de Orde van Leopold van Oostenrijk, Commandeur in de Orde van Militaire en Civiele Verdienste van Adolf van Nassau, Commandeur der 1ste en 2de klasse in de Groothertogelijk Hessische Philippsorde, Ridder der 1ste klasse in de Orde van de Rode Adelaar van Pruisen, Rechtsridder der Johannieter orde van Pruisen, Ridder in de Orde van de Rijzende Zon, Ridder der 1ste klasse in de Orde van Sint Stanislaus van Rusland, Ridder der 4de klasse in de Orde van Sint George van Rusland, Officier in de Orde van de Toren en het Zwaard van Portugal en Grootkruis in Orde van de Leeuw van Zähringen. Zijn zuster, Henriëtte Otteline de Casembroot, was (tweede huwelijk) getrouwd met viceadmiraal Hendrik Wipff.

## Naslagwerk
- Casembroot, François de De Medusa in de wateren van Japan, in 1863 en 1864, uitgever Van Cleef (1865)

- Biografisch Portaal: 13388277
- CiNii: DA07853307
- Digitale Bibliotheek voor de Nederlandse Letteren: case001
- Gemeinsame Normdatei: 143182412
- International Standard Name Identifier: 0000 0003 9562 9663
- Bibliotheek van het Japanse parlement: 001244802
- Nederlandse Thesaurus van Auteursnamen: 06974601X
- Parlement.com: vg09lkz4i9yx
- Virtual International Authority File: 290365306
- WorldCat: E39PBJrwVVVV9cHTXwWfVpTCQq